# Lysiloma divaricatum
El palo blanco (Lysiloma divaricatum) es un árbol de la familia de las fabáceas.  Es nativo de México y habita hasta Centroamérica, desde el nivel del mar hasta 1,600 m s. n. m. en los bosques secos. Su madera es muy utilizada ya que seca rápido y dura mucho tiempo. Su madera se utiliza para postes, cercas, leña y también como medicina. Tiene mucho potencial como alimento para el ganado y en la restauración de hábitat en bosques secos. Es uno de los árboles con mayor variedad de usos de los bosques secos.  

## Descripción
Son árboles, que alcanzan un tamaño de 3–15 (–20) m de alto, corteza grisácea, escamosa, ramas glabras a esparcidamente canescente-tomentulosas. Pinnas 3–13 (–20) pares; folíolos 10–34 (–40) pares, oblongo-falcados, 2.7–11 mm de largo y 0.6–2.8 mm de ancho, base asimétrica, cartáceos a subcoriáceos, nervadura media marginal, canescente-serícea en la haz; raquis primario estriado, glabro a densamente canescente-velutino, glándulas entre el primer par de pinnas cortamente cilíndricas a urceoladas, las glándulas del ápice urceoladas, ocasionalmente subapicales, pecíolos 1–3.5 cm de largo, estriados, glabros a canescente-velutinos, estípulas anchas a angostamente falcadas, 3–12 mm de largo y 3–15 mm de ancho, foliáceas, subpersistentes. Inflorescencias cabezuelas axilares, 1–3-fasciculadas, pedúnculos 1.3–4 cm de largo, estriados, esparcidamente canescente-pilosos, glabrescentes, brácteas lanceoladas, 2–4 mm de largo y 0.5–1 mm de ancho, canescente-velutinas, subpersistentes, flores sésiles; cáliz ca 2 mm de largo, campanulado, 5-lobado, canescente-velutino; corola ca 3 mm de largo. Fruto linear-oblongo, 7–18 cm de largo y 1.4–2.8 cm de ancho, acuminado en el ápice, atenuado a obtuso en la base, valvas con epicarpo membranoso, estípite 6–12 mm de largo.

## Distribución y hábitat
Especie común, se encuentra en los bosques perennifolios y caducifolios, zonas pacífica y norcentral; a una altitud de 10–1600 metros desde México (Oaxaca) a Costa Rica. Habita en lugares con precipitación mayor a 1000 mm al año y estación seca de más de 4 meses. 

## Propiedades
En Sonora, se aprovecha la corteza de este árbol para curar heridas y llagas.

## Taxonomía
Lysiloma divaricatum fue descrita por (Jacq.) J.F.Macbr. y publicado en Contributions from the Gray Herbarium of Harvard University 59: 6. 1919.
Sinonimia
- Acacia divaricata (Jacq.) Willd.
- Lysiloma australe Britton & Rose
- Lysiloma australis Britton & Rose
- Lysiloma calderonii Britton & Rose
- Lysiloma chiapense Britton & Rose
- Lysiloma chiapensis Britton & Rose
- Lysiloma divaricata (Jacq.) J.F.Macbr.
- Lysiloma kellermanii Britton & Rose
- Lysiloma salvadorense Britton & Rose
- Lysiloma salvadorensis Britton & Rose
- Lysiloma schiedeana "Benth., p.p.A"
- Lysiloma seemannii Britton & Rose
- Mimosa divaricata Jacq.[3]

## Nombre común
También se le conoce como mauto, palo prieto o quebracha.